# Les Soldats au combat
Pour plus de détails, voir Fiche technique et Distribution.
Les Soldats au combat (戦ふ兵隊, Tatakau heitai) est un documentaire japonais réalisé par Fumio Kamei achevé en 1939 mais, interdit par la censure, il n'est pas montré au public et est considéré comme perdu jusqu'à ce qu'une copie soit retrouvée en 1976. Bien que Fumio Kamei s'en défende, Les Soldats au combat est unanimement considéré comme un film antiguerre.

## Synopsis
Documentaire sur la vie d'un régiment d'infanterie de l'armée impériale japonaise sur le front chinois lors de l'offensive sur la ville de Wuhan durant la Seconde Guerre mondiale. Il dépeint les tâches quotidiennes des soldats : nettoyer le matériel, chercher de la nourriture, cuisiner, prendre soin des bêtes de somme, le film documente les difficultés des soldats japonais ainsi que celles des victimes chinoises.

## Fiche technique
- Titre français : Les Soldats au combat
- Titre anglais : Fighting Soldiers
- Titre original : 戦ふ兵隊 (Tatakau heitai?)
- Réalisation : Fumio Kamei
- Photographie : Shigeru Miki (ja)
- Montage : Fumio Kamei
- Prise de son : Shin'ichi Fujii
- Musique : Yūji Koseki
- Producteur : Keiji Matsuzaki
- Sociétés de production : Tōhō
- Pays d'origine :  Empire du Japon
- Langue originale : japonais
- Format : noir et blanc — 1,37:1 — son mono
- Genre : documentaire ; film de guerre
- Durées :
  - 80 minutes (copie originale)[3]
  - 66 minutes (copie retrouvée)[4]
- Date de sortie :
  -  Pays-Bas : 2 février 2010 au Festival international du film de Rotterdam

## Autour du film
En 1938 Fumio Kamei est envoyé avec le cameraman Shigeru Miki (ja) sur le front chinois pour tourner le documentaire Les Soldats au combat. Il suit pendant quatre mois un régiment d'infanterie pendant l'offensive sur la ville de Wuhan,, mais au lieu de filmer le courage et l’héroïsme des soldats japonais, il montre des hommes éprouvés et fatigués de parcourir les immensités de la Chine, une population locale en fuite, chassée par la guerre, des paysans qui reviennent cultiver leurs terres sitôt que l'Armée Impériale a quitté le territoire. Le film, sans narration, est accompagné uniquement de musique, de prises de sons sur le terrain et d'intertitres.
Le documentaire est achevé en 1939 mais ne sera pas projeté au public du fait de la censure militariste de l'époque et le négatif sera détruit,. Longtemps considéré comme perdu, une copie du film est retrouvée en 1976,. Selon Fumio Kamei, plusieurs scènes importantes sont manquantes dans le montage retrouvé. Il semblerait que la Tōhō, craignant la censure, ait de son propre chef effectué des coupes préventives en vue de la sortie du documentaire.